# Alicia Hoskin
Alicia Hoskin (* 6. Februar 2000 in Gisborne) ist eine neuseeländische Kanutin.

## Karriere
Hoskin betrieb mehrere Sportarten und begann im Alter von zwölf Jahren mit dem Kanusport, auf den sie sich im Alter von 15 Jahren fortan konzentrierte. Während ihrer Zeit bei den Juniorinnen wurde bei ihr 2017 das Wolff-Parkinson-White-Syndrom diagnostiziert, woraufhin sie sich einer Operation unterziehen musste. Sie gab ihr internationales Debüt im Erwachsenenbereich 2019 beim Weltcup in Posen, bei dem sie auf der 500-Meter-Strecke sowohl im Zweier-Kajak als auch im Vierer-Kajak das Halbfinale erreichte.
Bei den 2021 ausgetragenen Olympischen Spielen 2020 in Tokio wurde Hoskin für zwei Disziplinen nominiert. Im Zweier-Kajak zog sie mit Teneale Hatton auf der 500-Meter-Distanz ins Halbfinale ein und qualifizierte sich in diesem für das B-Finale. Dieses schlossen sie auf Rang sechs ab und belegten damit Gesamtrang 14. Im Vierer-Kajak über 500 Meter gelang ihr mit Lisa Carrington, Teneale Hatton und Caitlin Regal nach zwei zweiten Plätzen im Vorlauf und im Halbfinallauf der Einzug ins A-Finale. Mit einer Rennzeit von 1:37,168 Minuten verpassten sie als Vierte – 0,7 Sekunden hinter den drittplatzierten Polinnen – einen Medaillengewinn. 2023 gewann sie bei den Weltmeisterschaften in Duisburg mit Lisa Carrington, Tara Vaughan und Olivia Brett im Vierer-Kajak den Titel. Es war der geschlechterübergreifend erste Titel im Vierer-Kajak in Neuseelands Geschichte.
2024 gehörte Hoskin bei den Olympischen Spielen in Paris erneut zum siegreichen Boot im Vierer-Kajak. Die Neuseeländerinnen gewannen zunächst ihren Vorlauf und qualifizierte sich damit direkt für das A-Finale. Dieses beendete Hoskin gemeinsam mit Lisa Carrington, Tara Vaughan und Olivia Brett in 1:32,20 Minuten als Olympiasiegerinnen, vor dem deutschen Boot, das in 1:32,62 Minuten Zweiter wurde und den in 1:32,93 Minuten drittplatzierten Ungarinnen.
Sie absolviert ein Sportstudium an der Massey University.